# ميستريوس بيلي سميث
ميستريوس بيلي سميث (بالإنجليزية: Mysterious Billy Smith)‏ مواليد 15 مايو 1871 في نوفا سكوشا - الوفاة 14 أكتوبر 1937 في بورتلاند، كان ملاكم محترف كندي صنّف ضمن فئة وزن الوسط بدأ مسيرته الاحترافية سنة 1890.

## إحصائيات
خاض خلال مسيرته 91 نزالا، فاز في 34 وتعادل في 27 وخسر في 25. فاز بالضربة القاضية في 22 نزالا.

## روابط خارجية
- ميستريوس بيلي سميث على موقع بوكس ريك (الإنجليزية) (registration required)